# ギャンゲット

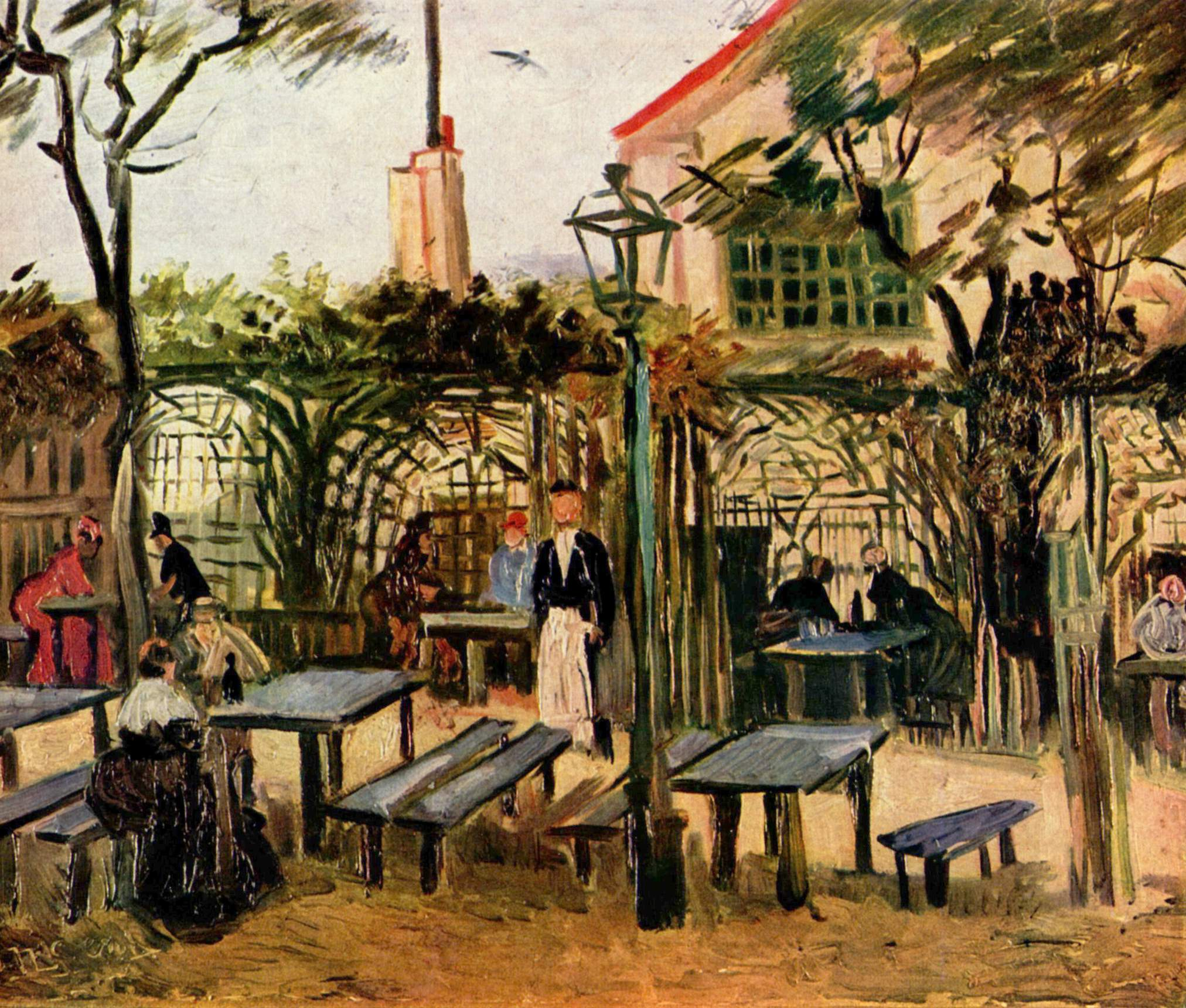
ラ・ギャンゲット、フィンセント・ファン・ゴッホ画

ギャンゲット（仏：Guinguette ガンゲットとも）とは、フランス・パリ郊外の大衆的なキャバレーおよびダンスホールのこと。

## 概要
休日や夏の夜に飲食をし、音楽を演奏し、客がダンスを踊れる店で、多くはセーヌやマルヌの川沿いにあった。川辺や湖畔にあり、川エビや川魚料理を出し、ワインを飲み、アコーディオンを中心としたレトロな生演奏のバンドをバックにダンスを楽しむことができる。
19世紀中ごろにはパリ市の外郭であったモンマルトルやベルヴィル、メニルモンタンなどの庶民的な郊外地区に多くの店があった。やがて1860年のジョルジュ・オスマンによるパリ市改造計画によりこれらの郊外がパリ市内に組み込まれると、税制上などの問題により、ギャンゲットはその新たな市境となったティエールの城壁のさらに外へと場所を移し、発展した。1920年代のキャバレー文化全盛の時代に隆盛を極め、特にバスティーユ駅発のヴァンセンヌ線で行くジョアンヴィル＝ル＝ポン、サン・ラザール駅発のサンジェルマン線で行くシャトゥー（これら2つは現在は共にRER A線で繋がっている）など、郊外列車で行くセーヌ・マルヌ川沿いの閑静な場所に人気が集まった。1960年代に入るとすでにノスタルジーの領域に入っていたが、1980年代にリヴァイヴァルが起き、今もいくつかの店が休日や夏場だけなどの営業を行っている。
現在はRER-A線ジョアンヴィル・ル・ポン駅近くのマルヌ川沿いに並ぶシェ・ジェジェーヌとル・プチ・ロバンソンの2軒が、パリ近郊で恒常的な営業を行う唯一のものである（冬季を除く）。その他、シャトゥーにもギャンゲットの風貌を残す川沿いのレストランがいくつかある。
パリ市内でもレストランの地下ホールなどでギャンゲットと呼称してダンスを営むところもある。